# Teolepte I
Teolepte I (en grec Θεόληπτος Α') va ser patriarca de Constantinoble de l'any 1513 al 1522. Era deixeble de Pacomi I que el va nomenar metropolità de Ioànnina, i al que va succeir quan Pacomi va morir enverinat.
En morir Pacomi, Teolepte va anar immediatament a Adrianòpolis, on, per la quantitat de diners adequada, que va pagar al sultà Selim I com era costum, va rebre la confirmació del patriarcat abans de què fos elegit pel sínode a mitjans de l'any 1513.
Durant el seu patriarcat va reorganitzar les seus metropolitanes d'Adrianòpolis, Samos i de la regió de Valàquia. El resultat de la guerra entre els otomans i els mamelucs (1515-1517) va comportar 
l'annexió a l'Imperi Otomà de Síria, Palestina i Egipte pel sultà Selim I, i els patriarcats d'Alexandria, Antioquia i Jerusalem es van incorporar a l'Imperi. Van conservar l'autonomia religiosa, sotmesos a la influència del patriarca de Constantinoble, proper al sultà i governant civil de tots els cristians ortodoxos, organitzats amb el sistema del Millet, un tribunal legal que permetia que una comunitat confessional (un grup que segueix les lleis de la xaria islàmica, el dret canònic cristià o l'halacà jueva) es pogués governar sota les seves pròpies lleis. Per la seva relació amb el sultà, Teolepte també va aconseguir el dret de manteniment de la Basílica del Sant Sepulcre a Jerusalem.
L'any 1520 Selim I va decidir de convertir per la força a l'islam a tots els cristians. Va ordenar l'ocupació de totes les esglésies cristianes, que no es podien defensar, però Teolepte va argumentar que totes elles s'havien rendit als otomans a la caiguda de Constantinoble l'any 1453, i que se'ls havia permès el culte cristià. Selim va acceptar el que el patriarca li va dir, però en endavent només va permetre la construcció d'esglésies de fusta, i no de pedra.
Quan va morir el sultà Selim, Teolepte va ser acusat de dur una vida privada immoral, però va morir de sobte abans que comencés el judici. El van enterrar a l'exterior de l'església de Pammakaristos.